# Frontières de la Turquie

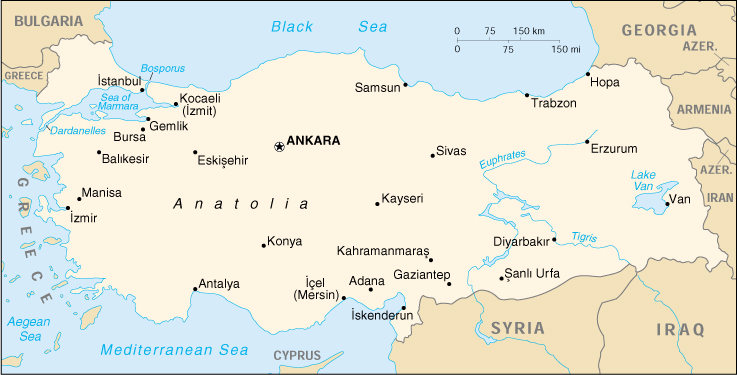
Une carte en anglais de la Turquie, ici en beige, montrant ses frontières internationales.

Les frontières de la Turquie sont les frontières internationales que partage la Turquie avec ses États voisins. Par celles-ci, la Turquie se présente comme un carrefour entre l’Europe et l’Asie d’ouest en est, et entre la mer Noire et la mer Méditerranée du nord au sud. La Turquie occupe par conséquent une position primordiale dans le schéma des tensions de la Méditerranée orientale.

## Frontières
Limitrophe de l'Arménie, l'Azerbaïdjan, la Bulgarie, Chypre, la Géorgie, la Grèce, l'Iran, l'Irak et la Syrie, la Turquie dispose de frontières terrestres d'une longueur totale de 2 816 km
La Turquie a également des frontières maritimes avec la Russie, l'Ukraine, La Roumanie et la Bulgarie. Elle dispose d'une zone économique exclusive de 12 milles marins en mer Égée et en mer Noire.

## Histoire
Cas particulier, la Turquie compte des frontières pluriséculaires, stabilisées au fil de l’histoire, comme celle qu’elle entretient avec la Grèce à l’ouest, en lien avec le Traité de Lausanne de 1923. Cette frontière avec la Grèce a été récemment contestée par le pouvoir turc, en mai 2020.
Si la Turquie est très majoritairement asiatique, elle comporte une partie occidentale sur le continent européen, où les limites avec la Bulgarie datent également des accords de Lausanne (1923). Cas exceptionnel, la Turquie est traversée du nord-est au sud-ouest par le Détroit du Bosphore et le Détroit des Dardanelles. Il s’agit là d’un des seuls grands États du monde fragmenté par une frontière naturelle entre deux continents, points de passage pour la navigation internationale, ayant provoqués maintes tensions au XXe siècle. Au sud-est de la Turquie, les difficultés frontalières sont également très aiguës, notamment à travers la minorité kurde qui vit sur des territoires transfrontaliers situés en Syrie, en Irak, en Iran et dans la partie occidentale de la Turquie,,. Avec la guerre en Syrie et la lutte contre l'État islamique, la frontière entre la Turquie et l’État syrien a fait l’objet de tensions et de mouvements militaires depuis les années 2010. C’est également dans le sud-ouest de la Turquie que la question de l’eau est devenue prégnante, avec la construction du barrage Atatürk (1983-1993), dont la retenue d’eau pour l’irrigation et l’électricité a créé des tensions frontalières avec la Syrie et l’Irak, États situés en aval de l’aménagement et qui ont décriés un manque de disponibilité en eau inhérent au barrage.
En mer Méditerranée, il faut également rendre compte de la ligne verte, frontière qui s’étend sur l’île de Chypre et délimite la Chypre du Nord de la république de Chypre depuis l’offensive turque de juillet 1974, et dont la délimitation franchit le centre de la ville de Nicosie,. Enfin, la frontière entre l'Arménie et la Turquie — même si elle est reconnue par Ankara depuis 1991 — a fait l'objet de tensions lors de la guerre qui a opposé l’État arménien et l’Azerbaïdjan, ce dernier étant soutenu par la Turquie.